# Eremophila serpens
Eremophila serpens är en flenörtsväxtart som beskrevs av R.J. Chinnock. Eremophila serpens ingår i släktet Eremophila och familjen flenörtsväxter. Inga underarter finns listade i Catalogue of Life.